# Урочище Сударма
Урочище Сударма — ентомологічний заказник місцевого значення. Об'єкт розташований на території Токмацького району Запорізької області, в межах земель дослідного господарства «Соц. Землеробство» Запорізького НВО «Еліта» УААН, біля села Таврія.
Площа — 6 га, статус отриманий у 1984 році.